# آتش‌سوزی جنگل

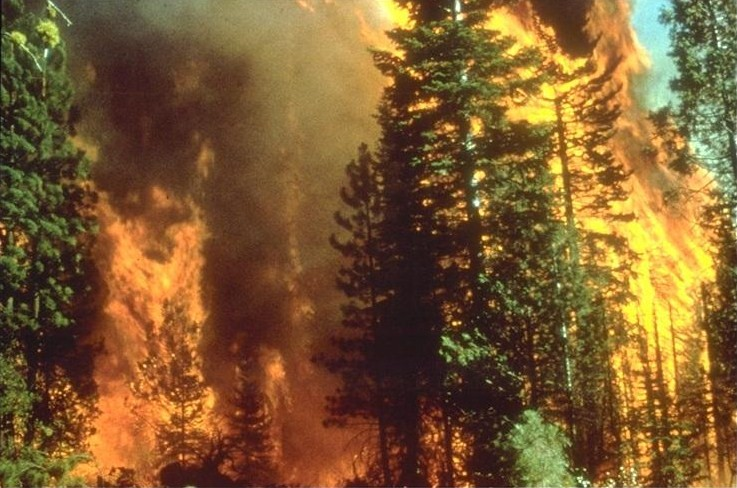
آتش‌سوزی جنگل‌های کالیفرنیا، در تاریخ ۵ سپتامبر ۲۰۰۸

آتش‌سوزی در جنگل، یک نوع آتش‌سوزی کنترل‌ناپذیر است که در منطقه‌ای با گیاهان اشتعال‌پذیر در نواحی روستایی یا در طبیعت وحش روی می‌دهد. آتش‌سوزی جنگل با دیگر انواع آتش‌سوزی‌ها از نظر گستردگی، سرعت گسترش از منشأ، پتانسیل تغییر جهت ناگهانی و توانایی جهیدن از میان فضاهای خالی مانند جاده‌ها، رودخانه‌ها و دیگر نقاط اشتعال‌ناپذیر تفاوت دارد. آتش‌سوزی جنگل از نظر علت آتش‌سوزی، ویژگی‌های فیزیکی آن مانند سرعت پراکندگی، وجود مواد اشتعال‌پذیر و تأثیر آب‌ و هوا بر آتش توصیف می‌شوند.
آتش‌سوزی جنگل پدیده‌ای معمول در استرالیا است، زیرا اقلیم این منطقه به‌طور کلی اقلیمی داغ و خشک است که همین اقلیم در همهٔ طول سال زندگی و زیرساخت‌های آن را در معرض خطر بسیار زیاد آتش‌سوزی قرار می‌دهد که این خطر در ماه‌های داغ‌تر تابستان و بهار چند برابر می‌شود. در ایالات متحده هر ساله بین ۶۰٬۰۰۰ تا ۸۰٬۰۰۰ آتش‌سوزی جنگل روی می‌دهد که ۱۳ میلیون تا ۴۵ میلیون متر مربع زمین را هر ساله می‌سوزاند. فسیل‌ها و تاریخ بشر نشان می‌دهند که آتش‌سوزی جنگل می‌تواند با فواصل دوره‌ای پدید آید. آتش‌سوزی جنگل می‌تواند آسیب گسترده‌ای به زندگی و دارایی‌های بشر وارد نماید، ولی دارای اثرات سودمندی بر روی طبیعت وحش است. رشد و تولید مثل برخی از گونه‌های گیاهی بستگی به اثرات آتش دارد، گرچه آتش‌سوزی‌های بزرگ ممکن است تأثیر منفی اکولوژیکی در پی داشته باشند.

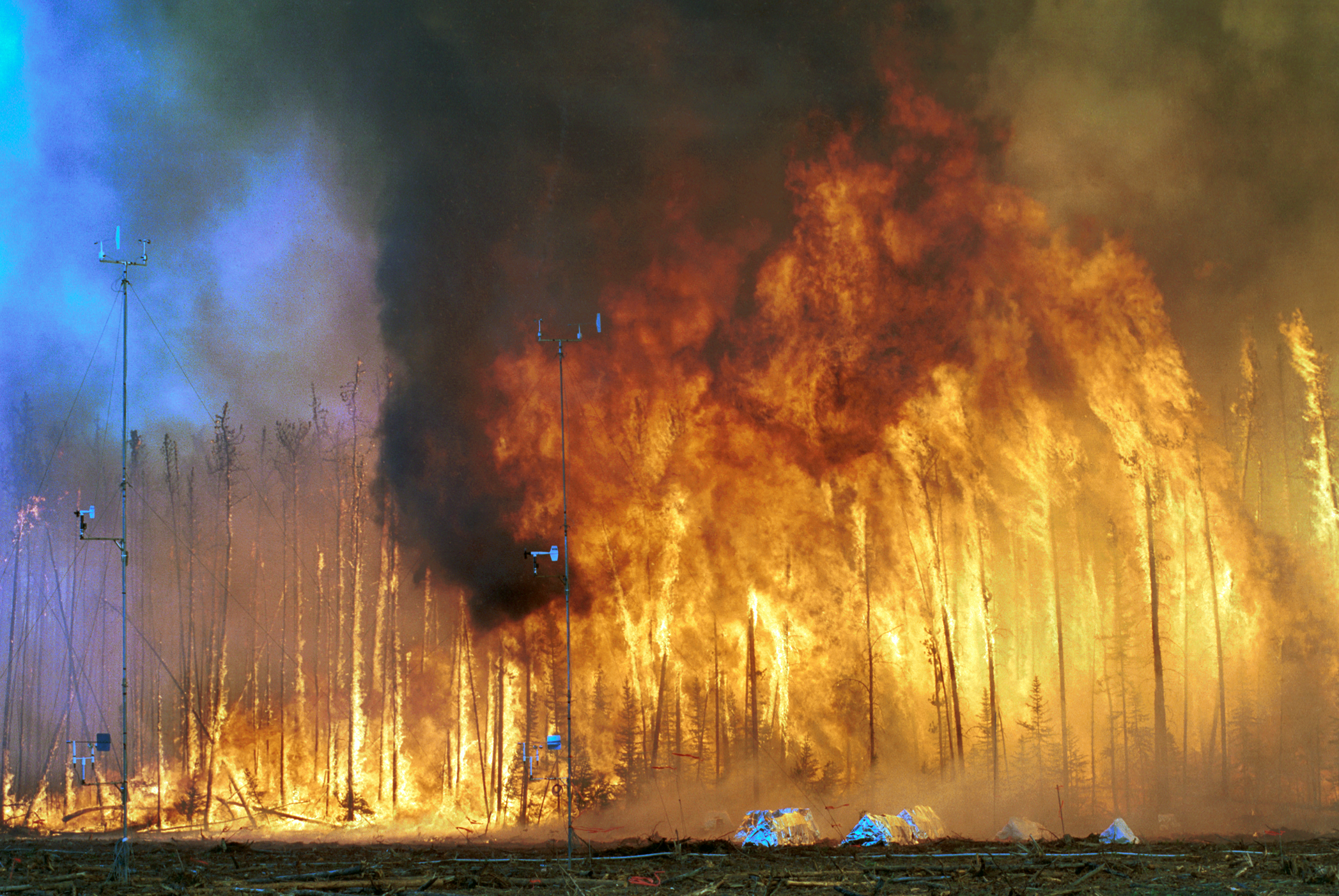
آتش‌سوزی مصنوعی آزمایشی در کانادا

راهبردها برای جلوگیری، تشخیص و خاموش کردن آتش‌سوزی جنگل در طی سال‌ها دگرگون شده‌اند و متخصصان مدیریت بین‌المللی آتش‌سوزی جنگل تشویق به پیشرفت بیشتر تکنولوژی و انجام پژوهش‌های بیشتر می‌نمایند. یکی از تکنیک‌های بحث‌برانگیز آتش‌سوزی مصنوعی کنترل‌شده است. در این روش آتش‌سوزی‌های کوچکی برپا می‌کنند تا از میزان مواد اشتعال‌پذیر برای یک آتش‌سوزی بزرگ احتمالی بکاهند. برخی از آتش‌سوزی‌ها که در مناطق دورافتادهٔ جنگلی روی می‌دهند می‌توانند موجب ویرانی گستردهٔ خانه‌ها و دیگر دارایی‌های انسان که حد فاصل میان طبیعت وحش و شهرها قرار دارند بشوند.
اصطلاح آتش‌سوزی جنگل فقط درباره آتش‌سوزی‌هایی که در جنگل روی می‌دهند گفته نمی‌شود بلکه این اصطلاح به دیگر آتش‌سوزی‌ها مشابهی که در طبیعت وحش مانند چمن‌زار، بیشه‌زار، بوته‌زار و خاک باتلاقی روی می‌دهد نیز گفته می‌شود. ساختمان‌ها نیز چنانچه آتش به آن‌ها سرایت کند می‌توانند درگیر این آتش‌سوزی شوند. از آن جایی که علت آتش‌سوزی جنگل متفاوت است، نتیجه‌ای که از خود برجا می‌گذارد همیشه منحصر به‌ فرد است. همهٔ آتش‌سوزی‌ها با سه ویژگی توصیف می‌شوند: ویژگی‌های فیزیکی، نوع سوخت و تأثیر آب‌وهوا بر روی آتش. چگونگی آتش‌سوزی جنگل و شدت آن‌ها بسته به ترکیب عواملی چون سوخت در دسترس، ویژگی‌های فیزیکی و آب و هوا دارد. آتش‌سوزی‌های جنگل می‌توانند هم بزرگ، فاجعه بار و کنترل‌نشدنی باشند و ۰٫۴ تا ۴۰۰ کیلومتر مربع یا بیشتر را در بر بگیرند و هم کوچک باشند و فقط یک کیلومتر مربع یا کمتر را در بر بگیرند. گرچه آتش‌سوزی‌های کوچکتر ممکن است در الگوی آتش‌سوزی جنگل جای بگیرند، ولی بیشتر آن‌ها توجه مطبوعات را به خود جلب نمی‌کنند. این مسئله می‌تواند در سیاست‌گذاری‌های آتش‌سوزی‌های عمومی که مربوط به آتش‌سوزی با هر اندازه‌ای می‌شوند مسئله‌ساز باشد، زیرا این سیاست‌گذاری‌ها بیشتر زیر تأثیر چگونگی بازتاب دادن آتش‌سوزی‌های فاجعه‌بار در رسانه‌ها هستند.

## علت‌ها

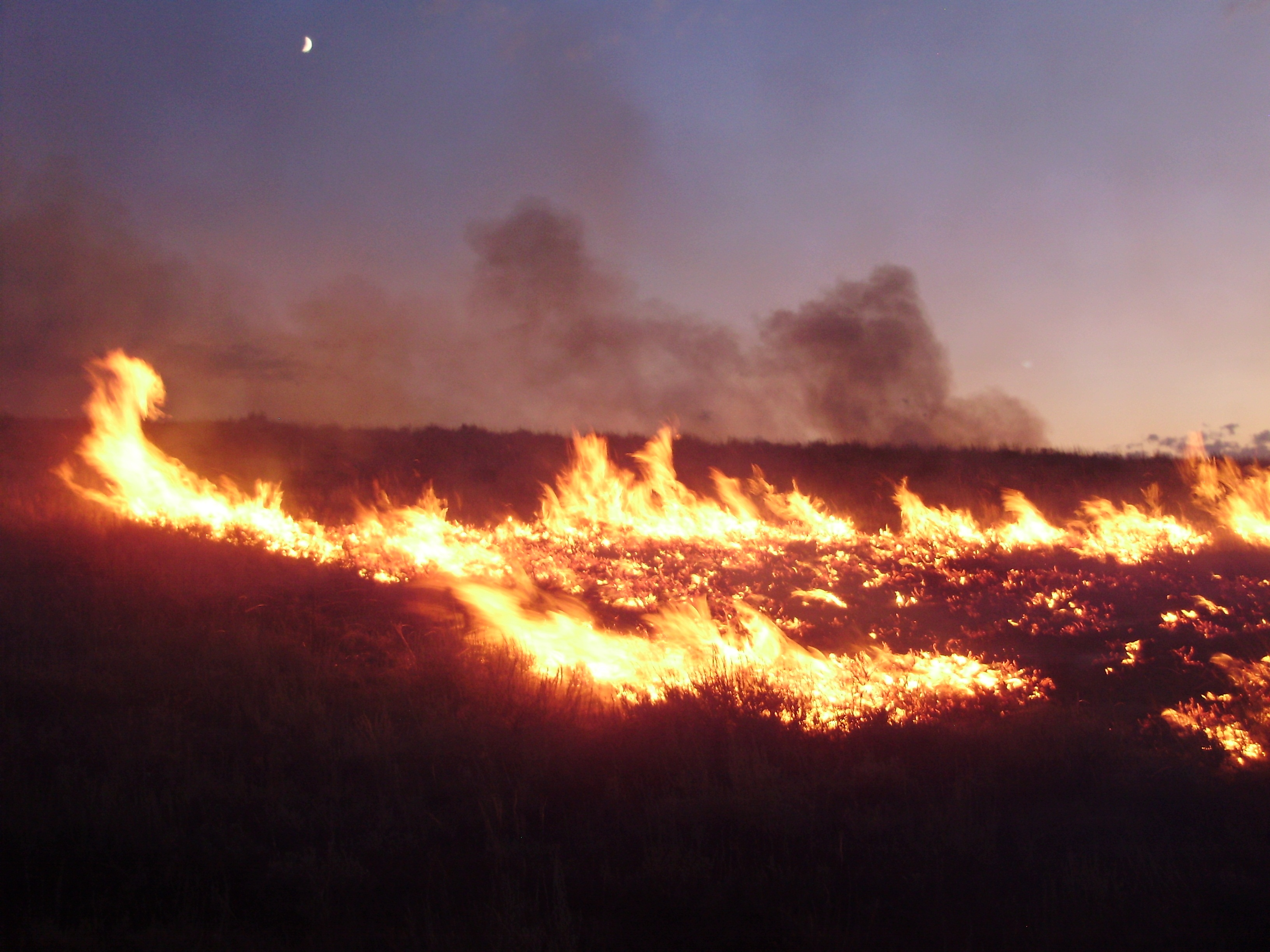
در فصل خشک تابستان در نوادای ایالات متحده معمولاً آتش‌سوزی‌هایی که منشأ آن آذرخش است پدید می‌آیند. عکس بالا یک آتش‌سوزی در ۴ اوت ۲۰۱۱ در این ایالت راجستان نشان می‌دهد.

چهار علت طبیعی اصلی برای آتش‌سوزی جنگل عبارتند از آذرخش، فوران آتشفشانی، جرقه در اثر فرو افتادن صخره‌ها و احتراق خودبخود. شعله‌های آتش‌سوزی در رگه‌های زغال سنگ در سرتاسر جهان مانند سنترالیای پنسیلوانیا و کوه سوزان می‌تواند مواد اشتعال‌پذیر در نزدیکی خود را به آتش بکشد. با وجود این بسیاری از آتش‌سوزی‌های جنگل در اثر عوامل انسانی مانند آتش‌سوزی عمدی، سیگارهای دور انداخته شده، جرقهٔ ابزار و وسائل و همچنین قوس‌های الکتریکی خطوط انتقال نیرو پدید می‌آیند. برخلاف باور عمومی شیشهٔ دور انداخته‌ شده نمی‌تواند علتی برای آتش‌سوزی باشد.
در مناطقی که کشت متناوب انجام می‌شود و زمین کشاورزی باید به سرعت برای کشت آماده شود. قطع درختان و سوزاندن زمین ارزان‌ترین راه برای آماده‌سازی زمین برای کشت است. مناطق جنگلی که در اثر قطع درختان صاف شده‌است احتمال آتش‌سوزی علف‌ها در آن‌ها افزایش پیدا می‌کند و جاده‌های متروکه‌ای که در اثر قطع درختان به وجود آمده و گیاهان در آن رشد کرده‌اند مانند راهروی آتش عمل می‌کنند. آتش‌سوزی‌های سالانه علف‌زارها در جنوب ویتنام تا اندازه‌ای در اثر نابودی مناطق جنگلی به وسیلهٔ ارتش آمریکا که سموم علف‌کش، مواد منفجره و دستگاه‌های مکانیکی برای صاف کردن زمین به کار می‌بردند یا در اثر انجام عملیات آتش‌افروزی آن‌ها در این مناطق در خلال جنگ ویتنام پدید می‌آیند.
بسته به مناطق جغرافیایی منشأ اصلی آتش‌سوزی جنگل می‌تواند متفاوت باشد. مثلاً در کانادا و شمال غربی چین آذرخش علت اصلی آتش‌سوزی است. در دیگر نقاط جهان دخالت انسان علت اصلی است. در مکزیک، آمریکای مرکزی، آمریکای جنوبی، آفریقا، آسیای جنوب شرقی، فیجی و نیوزلند آتش‌سوزی جنگل می‌تواند به فعالیت‌های انسانی مانند دامداری، کشاورزی و آتش زدن زمین کشاورزی مربوط شود. بی‌مبالاتی عامل اصلی آتش‌سوزی جنگل در چین و حوضه مدیترانه است. در ایالات متحده و استرالیا منبع آتش‌سوزی جنگل هم می‌تواند به آذرخش و هم به فعالیت‌های انسانی مانند جرقه‌های ماشین‌آلات و ته‌سیگارهای دور انداخته‌ شده مربوط شوند.
طبق آمارهای سالانه عوامل انسانی مانند آتش‌هایی که در اردوها افروخته می‌شود و آتش‌سوزی‌های کنترل‌شدهٔ کشاورزی عامل اصلی بیش از ۶ آتش‌سوزی حیات وحش در سال است، ولی در طول یک سال مساحت مناطقی که در اثر عوامل طبیعی طعمهٔ آتش می‌شوند ممکن است بسیار بیشتر از مساحت مناطقی باشد که در اثر عوامل انسانی می‌سوزند یا بر عکس. مثلاً در سال ۲۰۱۰ تقریباً ۵۶۶۰ کیلومتر مربع در اثر عوامل انسانی و ۸۰۹۰ کیلومتر مربع در اثر عوامل طبیعی آتش‌سوزی جنگل رخ داد، ولی در سال ۲۰۱۱ آتش‌سوزی‌هایی که در اثر عوامل انسانی ایجاد شده بود بسیار بیشتر بود، به این ترتیب که تقریباً ۲۱۸۰۰ کیلومتر مربع از آتش‌سوزی‌ها در اثر عوامل انسانی و فقط ۱۳۷۰۰ کیلومتر مربع در اثر عوامل طبیعی بودند.

## اثرات بر سلامت

انیمیشن تتفس دیافگرام

دود آتش حاوی ذرات مهمی است که می‌تواند بر عوارض جانبی بر دستگاه تنفسی بگذارد. استنشاق دود ناشی از یک آتش‌سوزی می‌تواند یک خطر بهداشتی باشد. دود آتش از ترکیب محصولات احتراق از جمله؛ کربن دی‌اکسید ، کربن مونکسید ، بخارآب ، ذرات معلق ، مواد شیمیایی آلی ، نیتروژن اکسید و ترکیبات دیگر است. استنشاق ذرات معلق و مونوکسید کربن، مشکلات‌های اصلی سلامت به وجود می‌آورند.

### تشدید آسم
دود آتش می‌تواند مشکلات بهداشتی برای گروهی از افراد از به ویژه، کودکان و کسانی که مشکلات تنفسی دارند ایجاد کند. یکی از عوامل بیماری‌های آلرژی مانند آسم ، آلودگی هوا است. به‌طور خاص، برخی از افراد مبتلا به آسم بیشتر از داروهای سرماخوردگی استفاده می‌کنند. به‌طور خاص، برخی از افراد مبتلا به آسم بیشتر از داروهای سرماخوردگی استفاده می‌کنند.

### خطر مونوکسید کربن
یک گاز بی‌رنگ و بدون بو که در نزدیکی آتش در بالاترین غلظت یافت می‌شود. به همین دلیل استنشاق مونوکسید کربن یک خطر جدی برای سلامت آتشنشانان است. دود آتش می‌تواند وارد ریه شود جایی که در آن جذب خون می‌شود و تحویل اکسیژن را به اندام حیاتی بدن کاهش می‌دهد.

## سوخت
گسترش آتش‌سوزی حیات وحش بسته به مواد اشتعال‌پذیر موجود و ترتیب عمودی آن متغیر است. مثلاً گیاهانی که در بلندی قرار دارند زودتر از گیاهانی که در پایین قرار دارند به وسیلهٔ آتش خشک و گرم می‌شوند. از طرفی درختانی که در بلندی سوخته و قطع شده‌اند در سرازیری به سوی پایین غلت خورده و دیگر گیاهان را در پایین‌دست به آتش می‌کشند. ترتیب قرار گرفتن و تراکم گیاهان تا اندازه‌ای بستگی به توپوگرافی منطقه دارد و زیر تأثیر آفتاب موجود و آب برای رشد گیاهان می‌باشد. به‌طور کلی انواع آتش‌سوزی بر حسب سوخت آن می‌تواند به صورت زیر طبقه‌بندی شود:
- آتش‌سوزی‌های زیرزمینی: منشأ این آتش‌سوزی ریشه‌های زیرزمینی، مواد ارگانیک چال شده و بی‌مصرف زیرزمین است. این نوع سوخت بسته به میزان باران در منطقه نسبت به اشتعال بسیار حساس است. آتش‌سوزی‌های زیرزمینی معمولاً بدون شعله می‌سوزند و سوختن آن‌ها روزها و ماه‌ها به درازا می‌کشد، مانند آتش‌سوزی‌های تورب در کالیمانتان و سوماترای شرقی، اندونزی که در نتیجه پروژهٔ ایجاد کشتزارهای برنج به وجود آمده بود و ناخواسته کودهای گیاهی منطقه خشک و بدون آب شده بود.[۳۵][۳۶]
- آتش‌سوزی‌های سطح زمین: منشأ این آتش‌سوزی‌ها پوشش گیاهی سطح زمین مانند برگ‌ها، کنده‌ها، نخاله‌ها، علف‌ها و بوته‌زارهای کف زمین می‌باشد.[۳۷]
- آتش‌سوزی‌های سطح میانی: منشأ این آتش‌سوزی گیاهان کم ارتفاع تا زیر سایبان درختان از جمله درختان کوچک و ویره است. تیریشه، مارسرخس‌ها و دیگر گیاهان مهاجم که از درختان بالا می‌روند می‌توانند منشأ آتش‌سوزی‌های سطح میانی باشند.[۳۸]

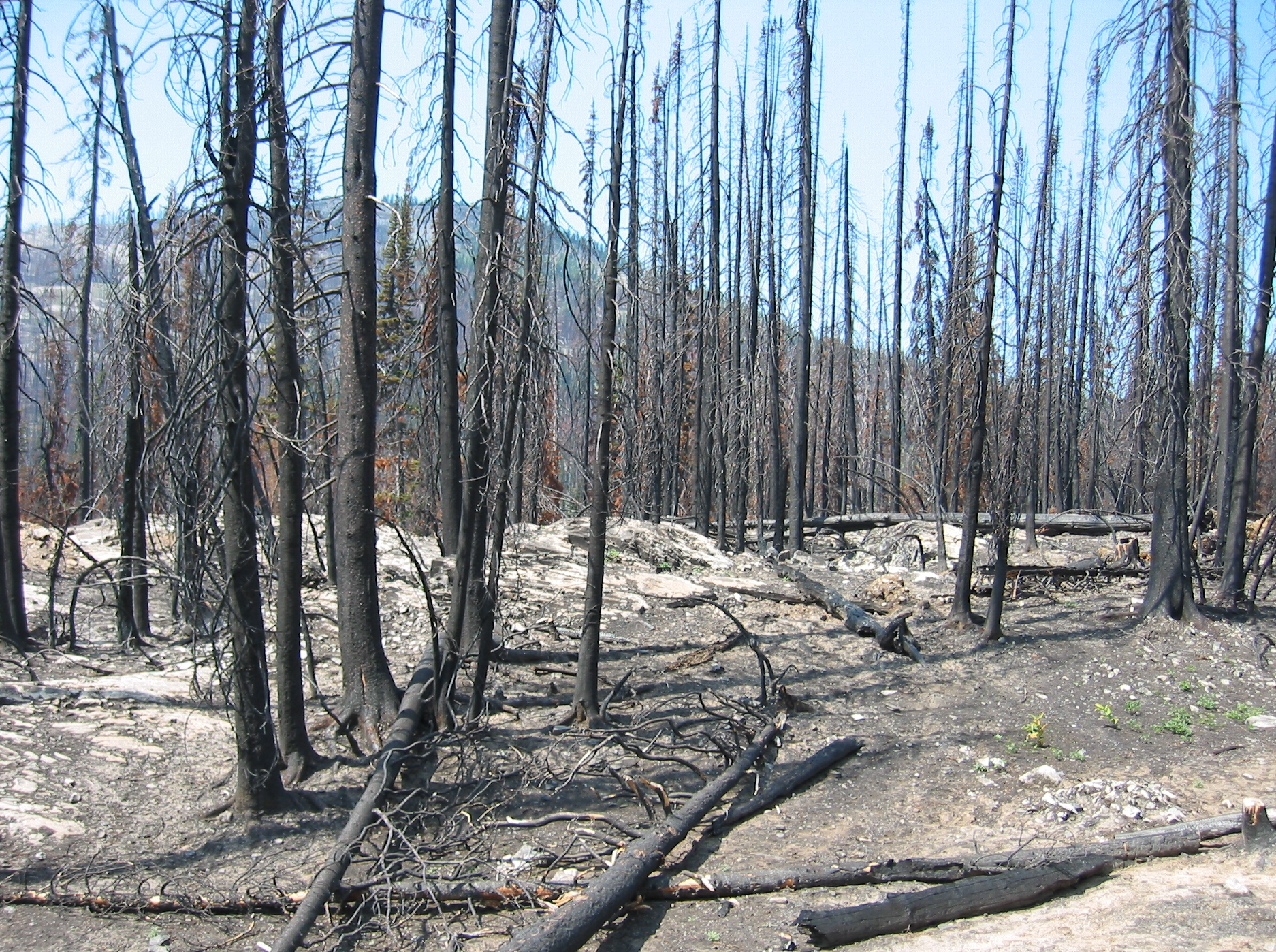
سرزمین سوخته پس از یک آتش‌سوزی سایبان در کسکیدز، ایالات متحده آمریکا.

- آتش‌سوزی سایبان یا تاج: منشأ این آتش‌سوزی‌ها مواد معلق در سطح سایبان درختان مانند درختان بلند و درختان نرم ساقه هستند. شعله‌ور شدن آتش سایبان بستگی به تراکم مواد معلق، ارتفاع سایبان، پیوستگی سایبان و سطح کافی و آتش سطح میانی برای رسیدن به تاج درختان دارد. مثلاً آتش‌هایی که به وسیلهٔ انسان برای پاکسازی زمین افروخته می‌شود می‌تواند به جنگل‌های بارانی آمازون سرایت کرده و اکوسیستم آن را که با شرایط گرم و خشک سازگار نیست ویران کند.[۳۹][۴۰]

## ویژگی‌های فیزیکی
آتش‌سوزی جنگل هنگامی که همهٔ عناصر لازم مثلث آتش در منطقهٔ آسیب‌پذیر فراهم است روی می‌دهد. مثلت آتش عبارت است از مواد اشتعال‌پذیر مانند گیاهان، گرمای کافی و اکسیژن کافی در اطراف آن. رطوبت بالا از اشتعال جلوگیری کرده یا سرعت پراکندگی آتش را کم می‌کند، زیرا دمای بالاتری نیاز است تا آب داخل مواد را بخار کرده و سوخت را تا نقطه آتش گرم نماید. جنگل‌های انبوه معمولاً سایهٔ بیشتری فراهم می‌آورند که این خود سبب دمای پایین‌تر محیط و رطوبت بیشتر می‌شود و بنابراین آسیب‌پذیری کمتری در برابر آتش‌سوزی دارند. موادی چون علف‌ها و برگ‌ها که تراکم کمتری دارند آسانتر آتش می‌گیرند، زیرا نسبت به مواد متراکم تر مانند شاخه‌ها و تنهٔ درختان آب کمتری دارا هستند. گیاهان در اثر فرایند تبخیر-تعرق پیوسته در حال آب از دست دادن هستند، ولی نسبت از دست دادن آب معمولاً با نسبت جذب آن از خاک، رطوبت یا باران برابری می‌کند. هنگامی که این توازن برهم بخورد گیاهان خشک شده و اشتعال‌پذیرتر می‌شوند.
جبههٔ آتش‌سوزی جنگل ناحیه‌ای است که موادی که هنوز نسوخته‌اند آتش می‌گیرند. هنگامی که جبهه نزدیک می‌شود آتش هم هوای اطراف و هم مواد چوبی را گرم می‌کند. نخست آب چوب به دمای ۱۰۰ درجه سانتیگراد می‌رسد و بخار می‌شود و در نتیجه چوب خشک می‌گردد. سپس چوب در دمای ۲۳۰ درجه سانتیگراد در اثر فرایند گرما کافت گازهای اشتعال‌زا بیرون می‌دهد. در نهایت چوب در درجه حرارت ۳۸۰ درجه سانتیگراد با دود شروع به سوختن می‌کند و اگر گرما به ۵۹۰ درجه سانتیگراد برسد چوب شعله‌ور می‌شود. حتی پیش از این که شعله‌های آتش‌سوزی جنگل به جایی برسد گرمای رسیده از سوی آتش‌سوزی دمای آن منطقه را به ۸۰۰ درجهٔ سانتیگراد می‌رساند، که همین باعث می‌شود مواد اشتعال‌پذیر را خشک کند و مواد سریعتر شعله‌ور شده و آتش با سرعت بیشتری گسترش یابد. دمای بالا و آتش‌سوزی طولانی‌مدت در سطح زمین ممکن است باعث شعله‌ور کردن درختان شود، به این ترتیب که سایبان درختان را خشک کرده و اشتعال از پایین را سبب می‌شود.
آتش‌سوزی جنگل‌ها هنگامی که از میان سوخت‌های متراکم و به هم پیوسته حرکت می‌کند دارای سرعت گسترش رو به جلوی بیشتری است. این سرعت می‌تواند به ۱۰٫۸ کیلومتر در ساعت در جنگل‌ها و به ۲۲ کیلومتر در ساعت در علفزارها برسد. آتش‌سوزی جنگل می‌تواند از کنار به سوی جبههٔ اصلی پیشروی کرده و یک جبههٔ فرعی را تشکیل دهد یا در جهت مخالف جبههٔ اصلی عقب‌گرد کند. خاکسترهای داغ و دیگر مواد سوختنی می‌توانند به وسیلهٔ باد از روی جاده‌ها، رودخانه‌ها و دیگر سدها عبور کرده و باعث جهش آتش‌سوزی جنگل از این موانع شوند. آتش‌سوزی در سایبان درختان احتمال بروز لکه‌سوزی را افزایش داده و سوخت‌های روی زمین را که در اطراف آتش‌سوزی قرار دارند و نسبت به اشتعال با خاکسترهای داغ حساسند را خشک می‌نمایند. لکه سوزی زمانی روی می‌دهد که تکه چوب‌های ریز افروخته و خاکسترهای داغ به وسیلهٔ باد جابه‌جا شده و مواد اشتعال‌پذیر را به آتش می‌کشند. در آتش‌سوزی بیشه‌زارهای استرالیا، لکه سوزی ۲۰ کیلومتر دورتر از جبههٔ آتش روی داده بود.
آتش‌سوزی‌های خیلی بزرگ ممکن است جریان‌های هوایی نزدیک را زیر تأثیر اثر دودکش قرار دهند، به این ترتیب که هوا هنگام گرم شدن بالا می‌رود و در اثر آتش‌سوزی‌های بزرگ این بالا رفتن هوای گرم بسیار افزایش پیدا می‌کند و از سوی هوای خنک تر جدیدی از نواحی اطراف به صورت ستون گرمایی به داخل کشیده می‌شود. اختلاف فاحش عمودی در دما و رطوبت ابرهای آتش‌کومه‌ای، بادهای نیرومند و گردبادهای آتشین را پدید می‌آورد. سرعت این گردبادها با سرعت پیچندها برابری کرده و به بیش از ۸۰ کیلومتر در ساعت می‌رسد.

## تأثیر آب‌وهوا
امواج گرما، خشکسالی‌ها، تغییرات اقلیمی دوره‌ای مانند ال‌نینیو و الگوهای آب‌وهوایی منطقه‌ای لبهٔ پرفشار هوا می‌تواند خطر آتش‌سوزی جنگل را افزایش داده و چگونگی آن را دستخوش دگرگونی بنیادین کند. سال‌های پربارانی که دوران گرم را در پس خود دارند آتش‌سوزی‌های گسترده‌تر و فصل آتش‌سوزی طولانی تری را دربردارند. از اواسط دههٔ ۱۹۸۰ ذوب برف‌های زودرس و گرمای در پی آن مدت و شدت فصل آتش‌سوزی جنگل را در غرب ایالات متحده آمریکا افزایش داده، ولی یک عامل همیشه به تنهایی نمی‌تواند سبب افزایش فعالیت آتش‌سوزی جنگل شود. مثلاً آتش‌سوزی جنگل نمی‌تواند فقط به علت خشکسالی پدید آید، مگر این که علاوه بر خشکسالی عوامل دیگر نیز مانند آذرخش (منبع اشتعال) و تندبادها (سازوکار گسترش سریع) دخیل باشند.
شدت آتش‌سوزی در طول ساعات روز افزایش پیدا می‌کند. سوختن کنده‌ها در طول روز ۵ برابر بیشتر می‌شود، زیرا در روز رطوبت کمتر، دما بیشتر و سرعت باد بیشتر است. نور خورشید زمین را در طول روز گرم می‌کندکه سبب می‌شود جریان‌های هوا به سمت بلندی‌ها حرکت کنند. شبانگاه که زمین خنک می‌شود جریان‌های هوا به سوی پایین ارتفاعات حرکت می‌کنند. آتش‌سوزی جنگل اغلب اغلب به دنبال جریان هوا به بلندی‌ها و داخل دره‌ها حرکت می‌کند. آتش‌سوزی جنگل‌ها در اروپا معمولاً در خلال ساعت ۱۲ تا ۲ بعد از ظهر صورت می‌گیرد. عملیات خاموش کردن آتش‌سوزی جنگل در ایالات متحده در ۲۴ ساعت شبانه روز انجام می‌شود و آغاز عملیات از ساعت ۱۰ بامداد است، زیرا پیش‌بینی می‌شود که به علت گرم تر شدن هوا شدت آتش‌سوزی هم بیشتر می‌شود.

## اکولوژی

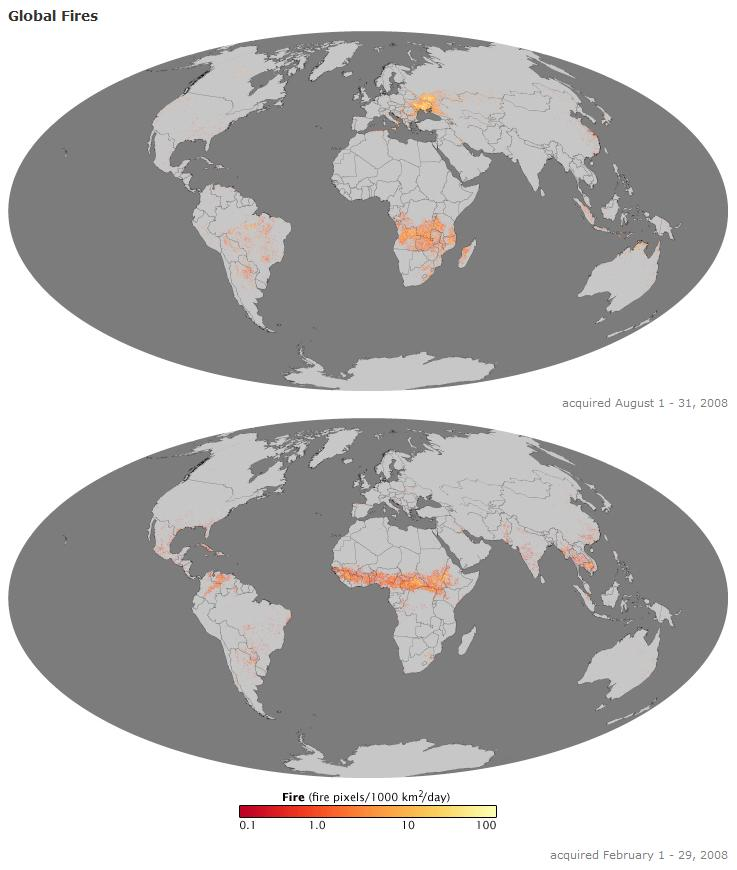
آتش‌سوزی‌های جنگل در جهان در خلال سال ۲۰۰۸ در ماه‌های اوت (تصویر بالا) و فوریه (تصویر پایین)، ثبت شده به وسیلهٔ ماهواره ترا با مدیس

آتش‌سوزی جنگل معمولاً در اقلیم‌هایی پدید می‌آید که رطوبت کافی برای رشد گیاهان در آن وجود داشته باشد، ولی دارای دوره‌های خشکسالی و داغ دوره‌ای هستند. این مناطق شامل استرالیا، آسیای جنوب شرقی، دشت‌های آفریقای جنوبی، غرب دماغهٔ امیدنیک در آفریقای جنوبی، نواحی جنگلی ایالات متحده و کانادا و حوضه مدیترانه می‌شود. پدیدهٔ گرم‌شدن زمین ممکن است شدت و بسامد خشکسالی را در نواحی بسیاری افزایش داده و در نتیجه آتش‌سوزی‌های شدیدتر و بیشتری را سبب شود.
گرچه برخی از اکوسیستم‌ها وابسته به آتش‌سوزی‌های طبیعی هستند تا رشد گیاهان را تنظیم کنند، ولی بسیاری از اکوسیستم‌ها نیز از آتش‌سوزی‌های بسیار آسیب می‌بینند، از جمله چاپارل در کالیفرنیای جنوبی و بیابان‌های کم ارتفاع جنوب غربی آمریکا. افزایش تعداد آتش‌سوزی‌ها در این منطقهٔ وابسته به آتش‌سوزی‌های معمولی به چرخهٔ طبیعی آسیب زده و به گیاهان بومی منطقه زیان وارد کرده و رشد علف‌های غیربومی را افزایش داده‌است. گونه‌های مهاجم مانند مارسرخس و علف بام می‌توانند به سرعت در مناطقی که به وسیلهٔ آتش آسیب دیده‌اند رشد کنند، زیرا این گونه‌ها به شدت اشتعال پذیر هستند و می‌توانند خطر آتش‌سوزی‌های بعدی را افزایش داده و باعث تخریب بیشتر پوشش گیاهی بومی شوند.
در جنگل‌های بارانی آمازون، خشک‌سالی، قطع درختان، گله‌داری، سوزاندن زمین برای کشت متناوب به جنگل‌های مقاوم در برابر آتش آسیب زده و رشد بوته‌های اشتعال‌پذیر را افزایش می‌دهد و چرخهٔ آتش‌سوزی بیشتر را پدید می‌آورند. آتش در جنگل‌های بارانی گونه‌های متنوع آن را تهدید کرده و دی‌اکسید کربن بسیاری را تولید می‌کند. آتش‌سوزی در جنگل‌های بارانی به همراه خشکسالی و دخالت انسانی می‌تواند به بیش از نیمی از جنگل‌های بارانی آمازون تا سال ۲۰۳۰ آسیب رسانده یا آن را نابود کند. آتش‌سوزی جنگل تولید خاکستر کرده و مواد غذایی در دسترس را نابود می‌کند و باعث هرز رفتن آب می‌شود و شرایط را برای بروز سیل‌های ناگهانی فراهم می‌آورد. آتش‌سوزی سال ۲۰۰۳ در خلنگزارهای یورک شمالی ۲/۵ کیلومتر مربع خلنگزار و لایه‌های تورب در زیر خاک را از میان برد. پس از آن باد خاکسترها را از روی خاک برچیده و بقایای باستان شناختی متعلق به ده هزار سال پیش از میلاد سر از خاک بیرون آورد. آتش‌سوزی جنگل می‌تواند با افزایش دادن کربن در اتمسفر و جلوگیری از رشد گیاهان که بر میزان جذب کربن به وسیلهٔ آن‌ها تأثیر می‌گذارد موجب تغییر اقلیم نیز بشود.